# Manticore Records
La Manticore Records è una casa discografica inglese fondata dalla produzione degli Emerson, Lake & Palmer nel 1973 e che ha curato la pubblicazione dei loro album e di quelli di altri artisti emergenti. Il suo simbolo, nonché il significato della parola Manticore, è la manticora, solitamente annerita. Una manticora è raffigurata inoltre nell'artwork dell'album Tarkus.

## Storia
Quando fu fondata la Manticore Records, nel 1973, gli ELP erano sotto contratto con la Atlantic per quanto riguarda gli Stati Uniti e con la Island per il Regno Unito. Quindi la Island distribuì i dischi degli ELP fino al 1975 sui loro mercati e, contemporaneamente, conservò i diritti di proprietà sulle vendite dei dischi degli ELP, infine la Manticore Records si garantì i diritti sui video degli ELP e sui clips.
Tutti i dischi della Manticore furono identificati immediatamente per il simbolo grafico (logo) utilizzato, una manticora annerita.
Questa casa discografica vanta dei diritti sulle produzioni musicali dei fab three, tant'è che le ultime raccolte di canzoni del gruppo (The Best of Emerson Lake & Palmer e The Return of the Manticore) sono della Manticore.
Negli ultimi anni di vita, Greg Lake decise di rilanciare (insieme al direttore artistico Max Marchini) la Manticore Records, producendo il proprio album dal vivo Live in Piacenza e l'album Moonchild di Annie Barbazza e Max Repetti, co-prodotto da Lake e Marchini. Marchini in seguito ha prodotto per la Manticore anche Life Size di John Greaves, fondatore degli Henry Cow. Attualmente la casa discografica è gestita dalla vedova di Lake, Regina.

## Artisti della Manticore
Tra gli artisti che raggiunsero un buon successo commerciale e un buon consenso di critica annoveriamo: Peter Sinfield, gli Hanson (band inglese), i Thee Image, Keith Christmas, la Premiata Forneria Marconi, il Banco del Mutuo Soccorso, gli Stray Dog e John Greaves.